# Peperomia tlapacoyoensis
Peperomia tlapacoyoensis är en pepparväxtart som beskrevs av C. Dc.. Peperomia tlapacoyoensis ingår i släktet peperomior, och familjen pepparväxter. Inga underarter finns listade i Catalogue of Life.